# Majoron
Em física de partículas, majorons (nomeado a partir de Ettore Majorana) são partículas hipotéticas do tipo bóson goldstone que foram teorizados para mediar a violação de massa do neutrino de  número B-L em certas colisões de alta energia como:

e−
 + 
e−
 → 
W−
 + 
W−
 + 
J

Onde dois elétrons colidem para formas dois bósons W e o Majoron J.  A simetria U(1)B-L é assumida para ser global então o majoron não é "comido" e espontaneamente quebrado. Majorons foram originalmente formulados em quatro dimensões por Y. Chikashige, R. N. Mohapatra e R. D. Peccei para entender as massas de neutrinos por mecanismo seesaw e são buscados em processos de decaimento beta duplo. Eles têm extensões teóricas dessa ideia na supersimetria, nas teorias supersimétricas envolvendo dimensões extra compactadas. Por propagarem pela extra dimensão especial o número de majorons detectáveis em eventos de criação variam de acordo. Matematicamente, majorons podem ser modelados por permiti-los a se propagarem por materiais enquanto outras forças do modelo padrão estão fixadas em um ponto Orbifold.

## Leitura posterior
- Balysh, A.;  et al. (1996). «Bounds on new Majoron models from the Heidelberg-Moscow experiment». Physical Review D. 54 (5): 3641–3644. Bibcode:1996PhRvD..54.3641G. arXiv:nucl-ex/9511001. doi:10.1103/PhysRevD.54.3641
- Mohapatra, R. N.; Pérez-Lorenzana, A.; de S. Pires, C. A. (2000). «Neutrino mass, bulk majoron and neutrinoless double beta decay». Physics Letters B. 491 (1–2): 143–147. Bibcode:2000PhLB..491..143M. arXiv:hep-ph/0008158. doi:10.1016/S0370-2693(00)01031-5
- Carone, C. D.; Conroy, J. M.; Kwee, H. J. (2002). «Bulk majorons at colliders». Physics Letters B. 538 (1–2): 115–120. Bibcode:2002PhLB..538..115C. arXiv:hep-ph/0204045. doi:10.1016/S0370-2693(02)01943-3
- Frampton, P. H.; Oh, M. C.; Yoshikawa, T. (2002). «Majoron mass zeros from Higgs triplet vacuum expectation values without a Majoron problem». Physical Review D. 66 (3). 033007 páginas. Bibcode:2002PhRvD..66c3007F. arXiv:hep-ph/0204273. doi:10.1103/PhysRevD.66.033007
- Grossman, Y.; Haber, H. E. (2003). «The would-be Majoron in R-parity-violating supersymmetry». Physical Review D. 67 (3). 036002 páginas. Bibcode:2003PhRvD..67c6002G. arXiv:hep-ph/0210273. doi:10.1103/PhysRevD.67.036002
- de S. Pires, C. A.; Rodrigues da Silva, P. S. (2004). «Spontaneous breaking of the lepton number and invisible majoron in a 3-3-1 model». European Physical Journal C. 36: 397–403. Bibcode:2004EPJC...36..397D. arXiv:hep-ph/0307253. doi:10.1140/epjc/s2004-01949-3